# Дробышевская, Инесса Михайловна
Инесса Михайловна Дробышевская (бел. Інэса Міхайлаўна Драбышэўская, род. 23 августа 1947 года) — белорусский государственный деятель, министр здравоохранения Белоруссии (1994—1997), доктор медицинских наук, профессор (2001).

## Биография
В 1971 году окончила Витебский медицинский институт.
Работала гинекологом поликлиники, с 8 февраля 1973 года — кардиолог гинекологического отделения ГААД. С 17 сентября 1984 года — заместитель главного врача диспансера, с 15 января 1986 по 1994 год — главный врач ГАКАД. За время её работы было построено здание поликлиники диспансера и выполнены проектные работы по возведению нового корпуса диспансера, строительство которого длилось с 1988 по 1994 год.
С 1990 года — член Верховного Совета Республики Беларусь, член Комиссии по здоровью, физической культуре и социальной защите. 24 августа 1991 года вместе с Александром Лукашенко была помощницей космонавта Владимира Ковалёнкова по внесению бело-красно-белого флага в зал Верховного Совета Беларуси.
С 1994 по 13 января 1997 года — Министр здравоохранения Белоруссии.
13 января 1997 года назначена членом Совета Республики Национального собрания Республики Беларусь 1-го созыва.